# ツエニー
有限会社ツエニーは特殊造形・VFXの制作会社。

## 概要・沿革
1972年にエキスプロダクション所属の彫刻家・村瀬継蔵が設立。村瀬はエキスプロダクション設立時に「助手を6人育てたら独立する」と宣言しており、それを実現させたものであった。
特撮作品の造型制作のほか、テーマパークのアトラクションなども手掛ける。
2022年現在、設立者の継蔵は会長となり、会社スタッフで子息の村瀬直人が代表取締役を引き継いでいる。

## 参加作品

### テレビ
| 放送年 | 番組名            | 制作 （放送局）                      | 担当                               |
| ------ | ----------------- | ------------------------------------ | ---------------------------------- |
| 1972年 | 超人バロム・1     | - 東映 - よみうりテレビ              | - バロムワン - ドルゲ - ドルゲ魔人 |
| 1972年 | ウルトラマンA     | - 円谷プロダクション - TBS           | - ベロクロン - バキシム - ギロン人 |
| 1972年 | 流星人間ゾーン    | - 東宝映像 - 萬年社 - （日本テレビ） | ワルギルガー                       |
| 1973年 | クレクレタコラ    | - 東宝企画 - （フジテレビ）          | - タコラ - チョンボ - トロロ       |
| 1973年 | 行け!グリーンマン | - 東宝企画 - （日本テレビ）          | グリーンマン                       |

### 映画
| 公開年月日     | 作品名                          | 制作（配給）                               | 担当                          |
| -------------- | ------------------------------- | ------------------------------------------ | ----------------------------- |
| 1975年3月15日  | メカゴジラの逆襲                | 東宝映像 （東宝）                          | チタノザウルス                |
| 1978年3月11日  | 北京原人の逆襲                  | ショウ・ブラザーズ （松竹）                | 北京原人                      |
| 1983年12月10日 | 里見八犬伝                      | 角川春樹事務所 （東映）                    |                               |
| 1991年12月14日 | ゴジラvsキングギドラ            | 東宝映画 （東宝）                          | キングギドラ メカキングギドラ |
| 1992年12月12日 | ゴジラvsモスラ                  | 東宝映画 （東宝）                          | モスラ（幼虫、成虫）          |
| 2019年11月24日 | 狭霧の國                        | LosGatos Works                             | ネブラ                        |
| 2024年         | カミノフデ ～怪獣たちのいる島～ | ツエニ― （ユナイテッドエンタテインメント） |                               |

### 配信ドラマ
- 仮面ライダーBLACK SUN（2022年10月28日、Amazon Prime Video） - パーツ成形協力